# Олимпијски стадион Спиридон Луис
Олимпијски стадион Спиридон Луис је фудбалски стадион који се налази у Атини у Грчкој. Изграђен је 1980. године, отворен 1982, а реновиран за Олимпијске игре 2004. УЕФА га је рангирала с 5 звездица.
Име је добио по грчком маратонцу Спиридону Луису, победнику маратона на 1. олимпијским играма 1896. у Атини.
Власник стадиона је Влада Грчке и на њему могу играти поред репрезентације и Атински клубови АЕК и Панатинаикос, али само за утакмице на европској сцени.
Капацитет стадиона је 72.000 места са 600 места за новинаре. Рекордна посета је 74.473 гледаоца на фудбалском мечу Панатинаикос - АЕК 1986.
На стадиону су одигране следећи важнији мечеви:
- 1983: Финале Купа европских шампиона 1983: Хамбург — Јувентус 1 : 0
- 1987: финале Купа купова Ајакс — Локомотива (Лајпциг) 1 : 0
- 1994: финале Лиге шампиона Милан — Барселона 4 : 0
- 2004. од 13. августа до 29. августа одржане Олимпијске игре
- 23. мај 2007: финале Лиге Шампиона 2007. између Милана и Ливерпула 2:1.